# Bachstraße (Hamburg)
Die Bachstraße ist überwiegend eine Wohnsammelstraße im als Komponistenviertel bezeichneten Gebiet zwischen Osterbek, Schleidenpark, Hamburger Meile und Winterhuder Weg. Sie durchquert den Hamburger Stadtteil Barmbek-Süd in Süd-Nord-Richtung, mit Ausnahme eines kleinen Teilstücks im äußersten Nordwesten, der zum Stadtteil Uhlenhorst gehört. Die nördlichsten etwa 100 Meter inklusive der Bachstraßenbrücke über die Osterbek sind Teil der Bundesstraße 5.
Die Straße ist dadurch geprägt, dass es keine einheitliche Bausubstanz gibt, sondern Altbauten aus der Wende zum 20. Jahrhundert neben Zeugnissen des Wiederaufbaus nach dem Zweiten Weltkrieg und vereinzelten Neubauten anzutreffen sind. Mit Ausnahme des Teilstücks der Bundesstraße 5, das vierspurig ausgebaut ist, verfügt die Bachstraße über lediglich eine Fahrspur je Richtung. Die Teilstücke zwischen Weidestraße und Martensweg sowie zwischen Heinrich-Hertz-Straße und Bostelreihe sind als Einbahnstraße Richtung Süden ausgewiesen.

## Name, Verlauf und Geschichte

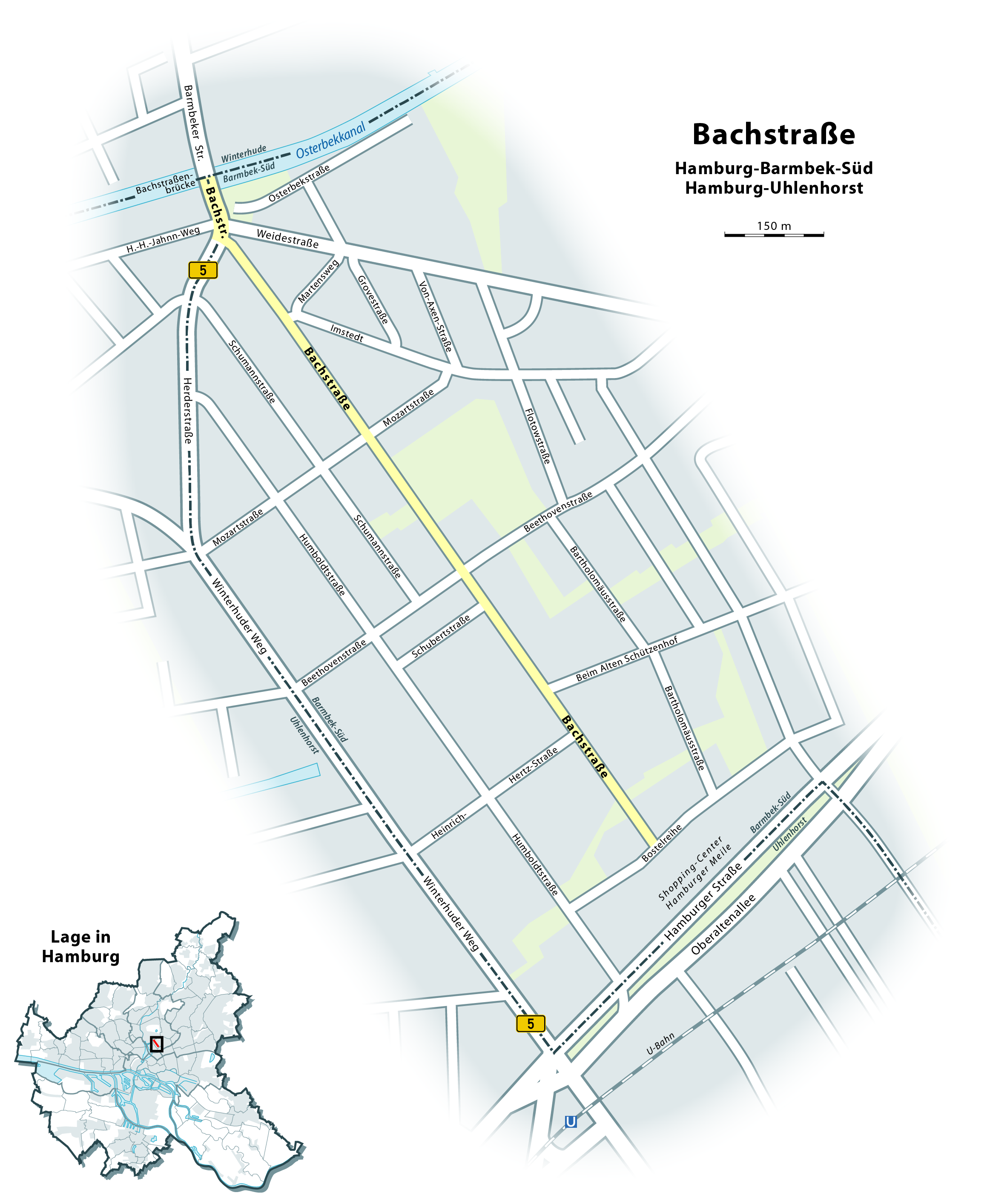
Verlauf der Bachstraße.

Die Bachstraße leitet ihren Namen von der Osterbek ab, an deren Ufer sie endet. Aufgrund einer 1744 erfolgten Einigung zwischen dem Hospital zum Heiligen Geist als dem Barmbeker Grundherrn und dem Hamburger Rath über die Grenzregelung zwischen den Dörfern Barmbek und Uhlenhorst wurde ein Grenzgraben angelegt, der in die Osterbek entwässerte. Bereits zuvor bestand dort ein alter Landweg zwischen der Uhlenhorst und der Rönnhaide, der 1860 offiziell Bachstraße benannt wurde. Bis 1846 war die Straße ausgebaut und befestigt worden. Die Benennung wurde später irrtümlich auf den Komponisten Johann Sebastian Bach bezogen, so dass die später benannten Straßen und Wege des Quartiers häufig auch nach bekannten Komponisten benannt wurden (z. B. Beethovenstraße, Mozartstraße, Schumannstraße). In der Zeit des Nationalsozialismus erfolgte 1940 eine Umbenennung in Sebastian-Bach-Straße, die aber nach dem Krieg – eingedenk der ursprünglichen Benennung – wieder revidiert wurde.

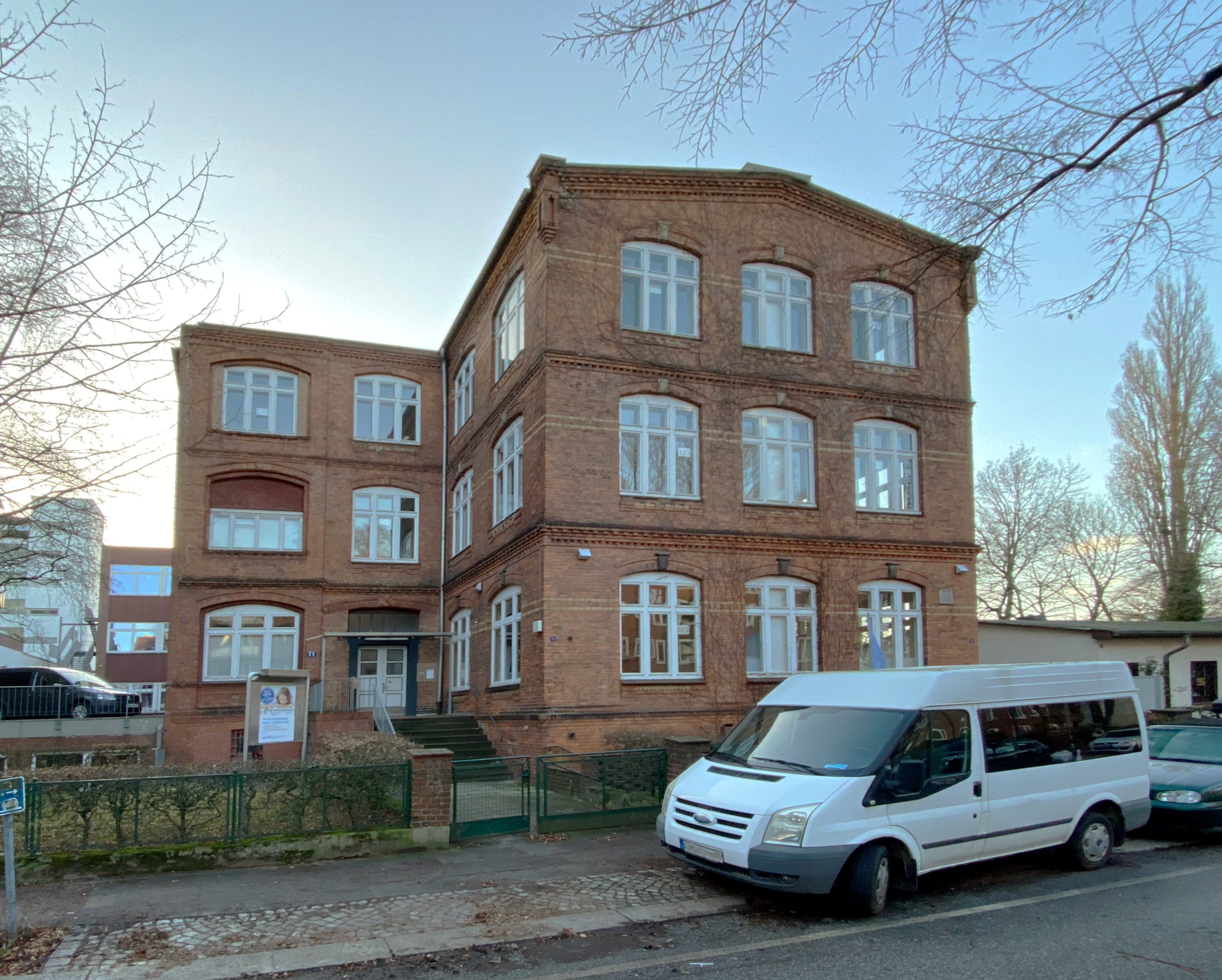
August-Hermann-Francke-Schule in der Hausnummer 13.

Die Bachstraße begann im Süden früher direkt an der Hamburger Straße. Mit dem Bau des Einkaufszentrums Hamburger Straße (heute „Shopping-Center Hamburger Meile“) wurde der Straßenbeginn Ende der 1960er Jahre auf die neu erbaute Straße Bostelreihe zurückgenommen. Das erste Stück bis zur Heinrich-Hertz-Straße ist als Einbahnstraße Richtung Süden ausgewiesen, damit der Verkehr aus der Hamburger Meile über die Bostelreihe und nicht durch das Wohngebiet abfließt. Hier befindet sich mit der August-Hermann-Francke-Schule eine christliche Stadtteilschule, die in einem früheren Gewerbebau untergebracht ist. Ein Stück weiter nach Norden befand sich auf der anderen Straßenseite im Gebäude 44/46 ebenfalls eine Schule. Zunächst war dort eine Hilfsschule untergebracht, die aber 1939 in Gebäude in der Humboldtstraße verlegt wurde, wo sich heute die Ilse-Löwenstein-Schule befindet. Anschließend wurde die Flugmodellbauabteilung der Gewerblichen Berufsschule 9 dorthin verlegt. Das Schulgebäude wurde 1943 im Rahmen der Operation Gomorrha zerstört.
Nördlich der Heinrich-Hertz-Straße ist die Bachstraße in beide Fahrtrichtungen befahrbar. Nördlich der Einmündung der Straße Beim Alten Schützenhof befand sich in der Hausnummer 72 ab 1912 ein Kino, das zunächst „Bach-Theater“ hieß und 1.282 Zuschauern Platz bot. 1932 wurde es in „Primus-Palast“ und 1938 in „Olympia-Palast“ umbenannt. 1943 im Bombenkrieg zerstört, wurde es nach dem Krieg wieder aufgebaut und 1948 neu eröffnet. 1968 wurde ein zweiter Saal – „Bambi“ genannt – eingebaut. Das Kino wurde 1978 geschlossen und zum Teil abgebrochen. Nachdem 1986 kurzzeitig noch das „Sturzbach-Kino“ die verbliebenen Räume nutzte, erfolgte 1987 der Abbruch des Restbestandes und die Bebauung mit Wohnungen. Der Standort des früheren Kinos ist noch heute daran zu erkennen, dass die dortigen Wohngebäude weiter von der Straße zurückgesetzt sind, als die ältere Nachbarbebauung. Direkt hinter der Kreuzung mit der Beethovenstraße befindet sich in der Hausnummer 80 mit der Kita Bachstraße eine große Kinderbetreuungseinrichtung. Diese wurde ab 1964 im Auftrag der Jugendbehörde (heute Amt für Familie der Behörde für Arbeit, Soziales, Familie und Integration) erbaut.

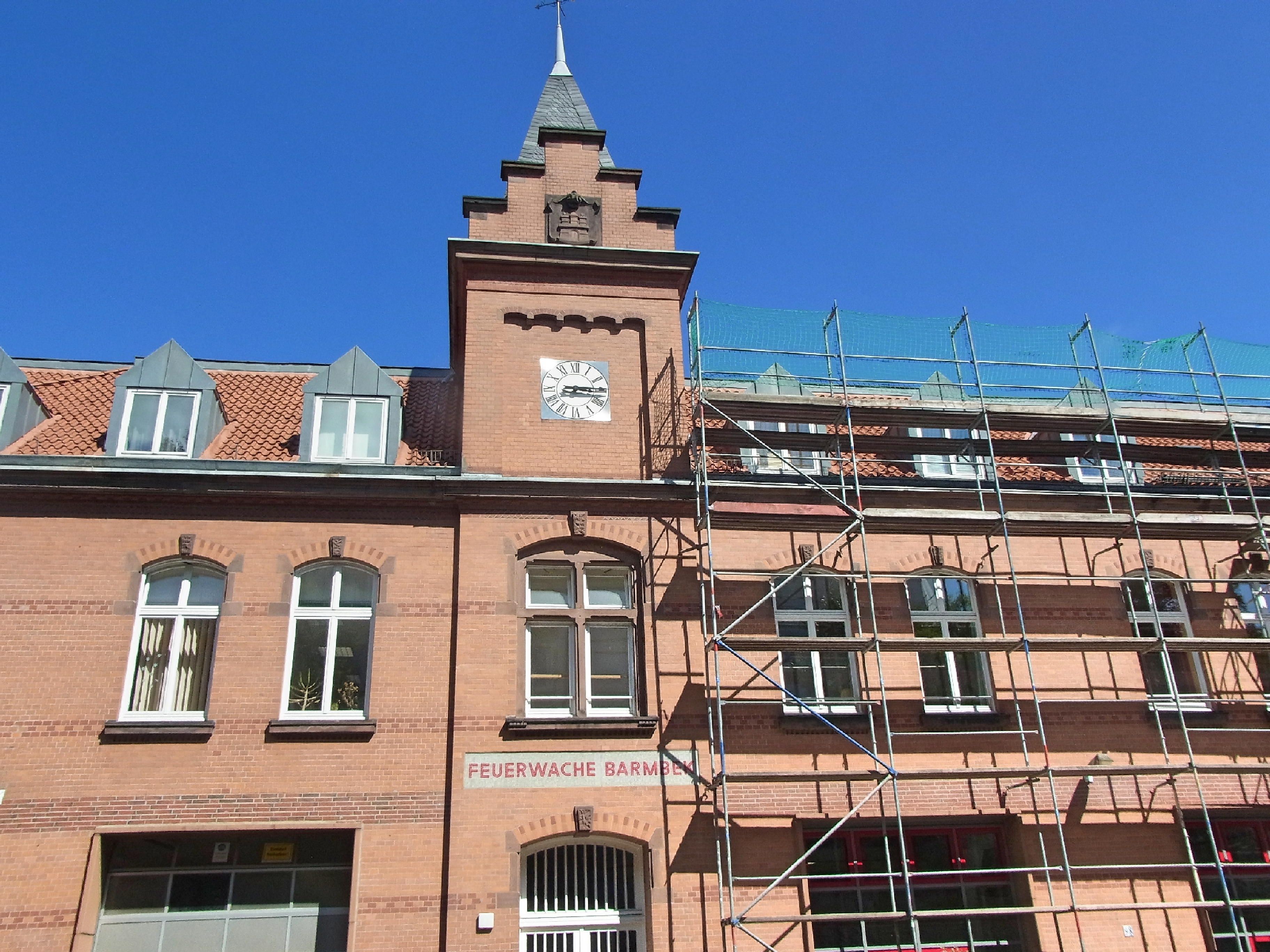
Die alte Feuerwache Barmbek beherbergt heute soziale Einrichtungen.

Im folgenden Abschnitt zwischen Mozartstraße und Martensweg befindet sich in der Hausnummer 98 die ehemalige Feuerwache von 1895. Sie war bis 1991 in Betrieb und wurde dann durch die neue Feuer- und Rettungswache Barmbek in der Maurienstraße abgelöst. Das Gebäude, einziges Baudenkmal in der Bachstraße, wird jetzt von den sozialen Einrichtungen Mädchentreff Barmbek, Kita Feuerwache, Autonome Jugendwerkstätten Hamburg und der Welcome Werkstatt genutzt. Südlich der Feuerwache befand sich eine 1893 errichtete Schule, die – im Gegensatz zur Feuerwache – 1943 im Bombenkrieg zerstört und später nicht wieder aufgebaut wurde. Auf diesem Grundstück wurde Ende der 1950er Jahre ein „Gesundheitshaus“ mit Tuberkulose-Fürsorgestelle, Mütterberatungsstelle und Amtssitzen für zwei Schulärzte erbaut. Nach dessen Schließung wurden Anfang des 21. Jahrhunderts Wohnungen auf dem Gelände errichtet.

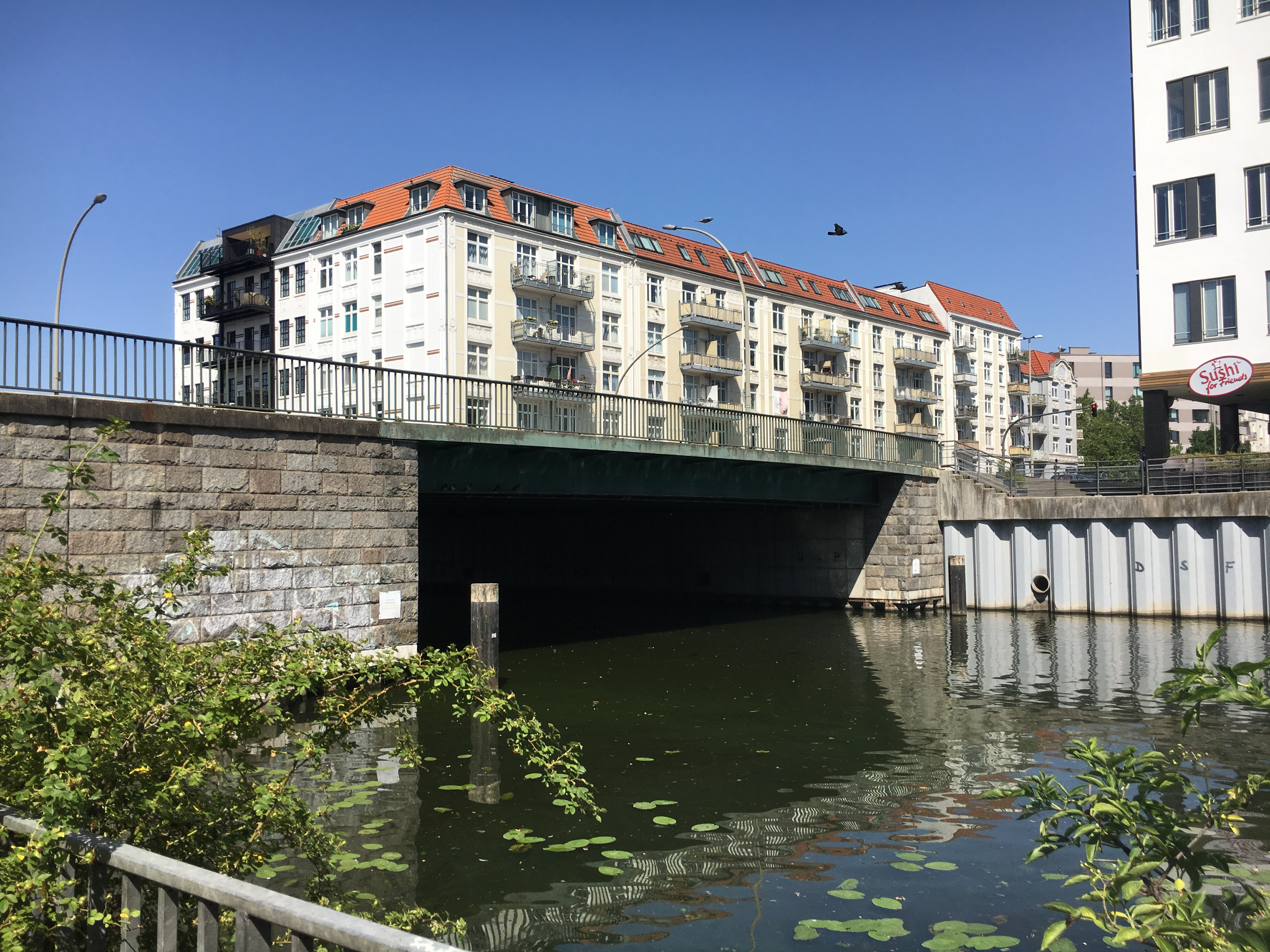
Die Bachstraßenbrücke über die Osterbek verbindet Barmbek-Süd mit Winterhude.

Ab dem Martensweg ist die Bachstraße bis zur Herderstraße erneut Einbahnstraße in Richtung Süden. Sie verlässt dann das dichtbesiedelte Wohngebiet und wird als Fortsetzung der von Südwesten kommenden Herderstraße für etwa 150 Meter Teil der mehrspurigen Bundesstraße 5. Die Bachstraße endet am Osterbekkanal, wo es ursprünglich eine Furt durch den Fluss hinüber auf die Winterhuder Seite gab. Im Zuge der Osterbekkanalisierung wurde 1904 die Bachstraßenbrücke erbaut, die seither die Bachstraße mit der Barmbeker Straße auf Winterhuder Gemarkung verbindet. 1965 wurde die Bachstraßenbrücke vierspurig ausgebaut. An der Straßenecke zur Herderstraße befand sich bis in die 1960er Jahre eine Maschinenfabrik (Schmidt & Söhne), die dem vierspurigen Ausbau der Herderstraße weichen musste. Auf der Restfläche, die für den Straßenausbau nicht benötigt worden war, wurde ein achtgeschossiges Wohnhaus mit Läden im Erdgeschoss errichtet. Im Haus Nr. 155, dem Eckhaus zum Osterbekkanal, gründete 1893 Carl Heinrich Rose den Drogerie- und Kräuterhandel „Carl H. Rose & Co.“, aus dem nach der Übernahme durch Hermann Laue 1905 das Hela Gewürzwerk Hermann Laue wurde. Durch die Verbreiterung der Straße gehören am Nordende die stadteinwärts führenden Fahrspuren zum Stadtteil Uhlenhorst.

## Öffentlicher Personennahverkehr
Zwischen Weidestraße und Beethovenstraße fahren die Fahrzeuge der Stadtbuslinie 172 stadteinwärts durch die Bachstraße und bedient dort drei Haltestellen (Herderstraße, Mozartstraße, Bachstraße). Die Fahrten in Richtung Bahnhof Barmbek werden durch die parallele Schumannstraße geführt, da sich aufgrund des engen Straßenprofils Busse kaum in einer der beiden Straßen begegnen können.
Bereits in den 1930er Jahren betrieb die Hamburger Hochbahn einen Barkassenpendelbetrieb, der den Anleger an der Bachstraße mit dem Linienbetrieb der Alsterschifffahrt vom Mühlenkamp bis zum Jungfernstieg verband. Zum 1. Mai 1950 wurde erneut ein Linienbetrieb der Alsterschifffahrt auf der Verbindung vom Mühlenkamp zur Saarlandstraße eingerichtet, der auch den Anleger Bachstraße bediente. Später wurde dieser in die Linie 52 (Jungfernstieg – Atlantic – Rabenstraße – Uhlenhorster Fährhaus – Mühlenkamp – Bachstraße – Saarlandstraße) eingegliedert. Dieser Fahrgastbetrieb im Hamburger Verkehrsverbund bestand bis zum Frühjahr 1984. Der Anleger an der Bachstraße, der zwischenzeitlich noch im Rundfahrbetrieb bedient wurde, wurde Anfang 1997 endgültig abgerissen.